# ToonHeads
ToonHeads è un programma televisivo animato statunitense del 1992.
Composto dai cortometraggi animati di Hanna-Barbera, Metro-Goldwyn-Mayer, Warner Bros. e Braccio di Ferro, la serie includeva informazioni di base e curiosità, in particolare sugli animatori e i doppiatori dei corti.
La serie è stata trasmessa per la prima volta negli Stati Uniti su Cartoon Network dal 2 ottobre 1992 al 23 novembre 2003, per un totale di 100 episodi ripartiti su otto stagioni.

## Genere e struttura
Le prime stagioni del programma includono un presentatore che rivela il tema di ogni episodio e i tre cartoni animati da mostrare. ToonHeads ha subito due cambi di format; il primo accadde alla fine del 1995, quando Don Kennedy fu aggiunto come narratore e raccontava la storia e i fatti di ogni cartone animato mostrato, il secondo è avvenuto nel 1998, quando George A. Klein è subentrato come produttore e sceneggiatore della serie. Quest'ultimo voleva che il programma fosse una sorta di documentario settimanale "in stile Ken Burns" sulla storia specifica dei cartoni animati. La creazione di specifici episodi "a tema" era supportata dalla varietà di cartoni animati della Warner Bros. Tre concetti di base utilizzati per questi episodi sono i registi (ad esempio Chuck Jones e Friz Freleng), i nomi dei personaggi espressi nel titolo (ad esempio Evolution of Tweety e The Year Elmer Fudd Got Fat) e i temi. Gli episodi includono temi come cartoni animati che hanno deriso celebrità e film di Hollywood, cartoni in cui l'umorismo deriva da un'azione ricorrente del personaggio, cartoni che deridono lo sport, opere oscure e rare della Warner Bros. e uno sguardo alle accuse di plagio tra Jerry pianista e Rapsodia in salmì. Inoltre è stata aggiunta successivamente una sezione curiosità sui cartoni animati correlati. Dal 1998 al 2003 Leslie Fram ha narrato le tracce completate di ogni episodio mentre George A. Klein ha narrato le tracce grezze e i tagli di prova.

## Trama
Caratterizzata da un formato antologico, la serie è incentrata sull'età d'oro dell'animazione americana. Ogni episodio presenta cortometraggi animati commentati e spiegati attraverso curiosità e altro.

## Puntate
| Stagione         | Puntate | Prima TV USA | Prima TV Italia |
| ---------------- | ------- | ------------ | --------------- |
| Prima stagione   | 24      | 1992-1994    | inedita         |
| Seconda stagione | 9       | 1996         | inedita         |
| Terza stagione   | 13      | 1998-1999    | inedita         |
| Quarta stagione  | 13      | 1999         | inedita         |
| Quinta stagione  | 9       | 1999-2001    | inedita         |
| Sesta stagione   | 13      | 2001         | inedita         |
| Settima stagione | 12      | 2002         | inedita         |
| Ottava stagione  | 7       | 2003         | inedita         |
| Speciali         | 7       | 1999-2003    | inedita         |